# FK Mladi Radnik Požarevac
FK Mladi Radnik Požarevac (Servisch: Фк Млади радник) is een Servische voetbalclub uit Požarevac.

## Geschiedenis
De club werd in 2008 kampioen in de derde klasse. Het volgende seizoen plaatste de club zich voor de eindronde, maar verloor daar van BSK Borča. In 2009 promoveerde de club naar de hoogste klasse na een derde plaats omdat de Superliga werd uitgebreid van 12 naar 16 clubs. Na één seizoen moest de club weer een stapje terugdoen.